# إنغريد مايكلسون
إنغريد إيلين مايكلسون (بالإنجليزية: Ingrid Ellen Michaelson) هي مغنية وكاتبة أغاني وممثلة أمريكية ولدت في يوم 8 ديسمبر 1979 في مدينة نيويورك في الولايات المتحدة. بدأت الغناء في سنة 2005، عندما طرحت ألبومها الأول Slow the Rain، ومنذ ذلك الحين أنتجت 9 ألبومات، وصلت أغنيتها The Way I Am للمركز 37 في لائحة بيلبورد الأمريكية. تزوجت سابقاً من المغني غريغ لاسويل وتطلقت منه في سنة 2015 وحالياً مرتبطة بالممثل ويل تشايس.